# Emmanuel Liais
Emmanuel Liais (Cherbourg, 15 febbraio 1826 – Cherbourg, 5 marzo 1900) è stato un astronomo, esploratore e botanico francese.

## Biografia
Nato a Cherbourg (l'odierna Cherbourg-Octeville) in una ricca famiglia attiva nel settore della cantieristica navale.
Nel 1854 si trasferì a Parigi per lavorare nell'osservatorio della Capitale francese, collaborando con l'astronomo Urbain Le Verrier nella creazione di una rete meteorologica telegrafica. Si recò in Brasile per osservare l'eclissi solare del 7 settembre 1858 e vi restò a lungo, ricoprendo l'incarico di direttore dell'Osservatorio Imperiale di Rio de Janeiro da gennaio a luglio 1871 e di nuovo dal 1874 al 1881; sebbene l'osservatorio fosse stato fondato molti anni prima, nel 1827, in realtà era occupato principalmente da insegnanti e studenti delle scuole militari: Liais lo riorganizzò per concentrarsi sulla ricerca astronomica, scoprendo la cometa C/1860 D1.
Nel frattempo effettuò esplorazioni nell'entroterra brasiliano, studiando e catalogando la flora delle zone più remote. Le sue ricerche furono pubblicate nel libro dal titolo Climats, géologie, faune et géographie botanique du Brésil.
Nel 1881 si dimise dall'incarico di direttore dell'osservatorio brasiliano e tornò in Francia, nella sua città natale, Cherbourg, della quale fu sindaco dal 1884 al 1886 e di nuovo dal 1892 fino alla sua morte nel 1900.
Sposò una donna olandese, Margaritha Trovwen, la coppia non ebbe figli. Alla sua morte lasciò in eredità la sua proprietà, situata in un magnifico parco botanico, alla città di Cherbourg.